# Partit Català d'Europa
El Partit Català d'Europa (Partido Catalán de Europa) fue un partido político español de ámbito catalán registrado en 1998 a instancias del expresidente de la Generalidad de Cataluña Pasqual Maragall ante una notaría de Barcelona, después de dejar la alcaldía de Barcelona el año anterior.
No fue hasta 2006 cuando, una vez ya fuera del gobierno de la Generalitat, el mismo Maragall recuperó la idea, esta vez como parte de una red europea que debía confluir en el Partido Demócrata Europeo, un proyecto que contaba con el aval -además del propio Maragall- del francés François Bayrou y el italiano Francesco Rutelli.
El hecho de que fuera él quien registró dicho partido político fue revelado por él mismo el 20 de octubre de 2007, durante la rueda de prensa en que anunció que padecía un principio de la enfermedad de Alzheimer. Este hecho tiene relación con el apoyo de Maragall al Partido Demócrata Europeo y su deseo de implantación del mismo en Cataluña.

## Definición
En sus estatutos fundacionales el CatEU se define como un partido político de ámbito catalán, constituido para contribuir democráticamente a la política y a la formación de la voluntad de los ciudadanos, así como a la promoción de su participación en las instituciones (...). 
Es un partido de amplias fronteras ideológicas de centro-izquierda que se dirige a todas aquellas personas que creen en el cambio político, la transformación de la sociedad y la cohesión social. 
Son finalidades esenciales del partido:
a) Conseguir el autogobierno de los ciudadanos de ’acuerdo con el principio de subsidiariedad y de soberanía compartida en un mundo democrático.
b) Reconocimiento de las identidades culturales y del papel de las ciudades en Europa.
c) Promover las políticas encaminadas a conseguir: el bienestar y la prosperidad colectiva y el fomento de todas aquellas políticas que mejoren la vida cotidiana de los ciudadanos.
d) Potenciar el papel de los ciudadanos en la construcción europea.

## Reactivación
Después de la Manifestación "Catalunya, nou estat d'Europa" el 11 de septiembre de 2012, en la que participaron altos dirigentes del Partido de los Socialistas de Cataluña (PSC), estalló una crisis interna dentro de este, debido a un manifiesto firmado por 145 miembros afines a su sector catalanista un a favor de un referéndum de autodeterminación y una Estado catalán. Mientras la postura del PSC fue promover la transformación España en un estado federal, posición la cual no satisfacía al sector catalanista.
El 11 de octubre de 2012 Ernest Maragall, que ya había manifestado que no iría en las listas del PSC a las elecciones autonómicas debido a una serie de continuas desavenencias con el partido, convocó un acto en el que manifestó su intención de retomar el partido fundado por su hermano en 1998, con la finalidad de aglutinar una gran fuerza de izquierdas, catalanista y soberanista, y con ello su abandono del PSC junto con la corriente interna del PSC Nova Esquerra Catalana. Dicho acto contó con la presencia también del expresidente de Ciutadans pel Canvi Àlvar Roda y el también exmiembro de esta plataforma, exdiputado y periodista Josep Maria Balcells. Por otra parte, también se anunció que el expresidente Pasqual Maragall no participaría en ningún aspecto en la reactivación del partido al estar retirado de la política activa.
El 5 de noviembre de 2012 se celebró un acto público con el lema de 'Esquerra i país' presidido por el ex-íder de ERC Josep Lluís Carod-Rovira, Ernest Maragall, el eurodiputado de ICV Raül Romeva y el filósofo Josep Ramoneda reivindicando la creación de un proyecto político que agutine a la izquierda catalanista tras las elecciones autonómicas de 2012. Al acto también acudieron los miembros de ERC Alfred Bosch y Marta Rovira y de ICV Joan Herrera; también mostró su apoyo a dicha estrategia el dirigente de la corriente Avancem del PSC Joan Ignasi Elena.
Sin embargo, el proyecto liderado por Ernest Maragall finalmente se denominará Nova Esquerra Catalana, desechando la denominación de Partit Català d'Europa pero manteniendo la esencia original de éste.